# Dobre serce (film)
Dobre serce (ang. The Good Heart) – zrealizowany w międzynarodowej koprodukcji dramat filmowy z 2009 roku w reżyserii Dagura Káriego. Był to anglojęzyczny debiut tego islandzkiego reżysera.
W weekend otwierający emisję w Stanach Zjednoczonych do kas kin z tytułu sprzedaży biletów wpłynęło 5955 dolarów amerykańskich.

## Obsada
- Paul Dano jako Lucas
- Brian Cox jako Jacques
- Stephanie Szostak jako Sarah
- Damian Young jako Roddie
- Isild Le Besco jako April
- Clark Middleton jako Dimitri
- Susan Blommaert jako pielęgniarka Nora
- Edmund Lyndeck jako Barber
- Stephen Henderson jako psychiatra
- Nicolas Bro jako Ib Dolby
- Bill Buell jako Roger Verne
- Daniel Raymont jako Markus
- Elissa Middleton jako Mattie
- Andre Shields jako Sooty
- Sonnie Brown jako pielęgniarka Woo
- Henry Yuk jako Chin Lee
- Steve Axelrod jako farmer
- Ed Wheeler jako Jonathan
- Adam Phillips jako pacjent na terapii
- Halfdan Pedersen jako Roger Warhol
- Aristedes DuVal jako ochroniarz
- Darren Foreman jako doktor
- Seth Sharp jako pielęgniarka Billy

i inni